# Pingo Linux
Pingo Linux je slovenska distribucija Linuxa, ki temelji na najbolj popularnih odprtih distribucijah podjetja Red Hat Fedora. Slovenjenje je delo moštva Pingo zbranega okoli društva LUGOS.
Pingo Linux združuje poslovenjeni namizji KDE in GNOME, poslovenjeno pisarniško zbirko OpenOffice.org, spletni brskalnik in poštni odjemalec Mozilla, poslovenjen namestitveni program, multimedijske aplikacije in orodja za upravljanje s sistemom.

## Izdaje
- Pingo Linux 1.0 (2000) izšla ob knjigi Linux z namizjem KDE.
- Pingo Linux 2.0 (2003)
- Pingo Linux 3.0 (2004)
- Pingo Linux 4.0 (september 2005)
- Pingo Linux 4.1 (oktober 2005)
- V pripravi je tudi  Pingo Linux 6.0

V sklopu razpisov Ministrstva za šolstvo, znanost in šport je bil od leta 2002 Pingo Linux nameščen kot druga zagonska možnost na vseh novih računalnikov, ki jih je Ministrstvo sofinanciralo vzgojno-izobraževalnim ustanovam.